# Faculdade de Ciências da Vida e Medicina da Universidade de Aberdeen
A Faculdade de Ciências da Vida e Medicina da Universidade de Aberdeen, é um das três faculdades acadêmicas da Universidade de Aberdeen.